# Республиканская гвардия Сирии
Республиканская гвардия (араб. الحرس الجمهوري السوري‎; или Президентская гвардия) — элитное военное формирование Сирийской арабской армии, предназначавшееся для защиты правительства Сирии от внутренних и внешних угроз и поддержания безопасности в центральном Дамаске, особенно президентского дворца и района, где проживают чиновники сирийского правительства. Это единственное формирование Сирийской Арабской Республики, размещение которого допускалось в центре сирийской столицы.

## История

### 1976—2011
Гвардия создана в 1976 году решением бывшего президента Сирии Хафеза Асада после ряда атак, проведённых антисирийскими палестинскими группировками в Дамаске, выступающими против участия Сирии в ливанской гражданской войне. Первым командующим был назначен Адлан Мэхлуфу, кузен жены Асада. Только лица несомненной лояльности сирийскому режиму назначались в офицерский корпус гвардии. По некоторым данным, чтобы гарантировать длительную лояльность членов Республиканской гвардии, им разрешено получать значительную долю дохода от нефтедобычи в провинции Дейр-эз-Зор. В 1995 году Мэхлуф был освобожден от командования после конфликта с Башаром Асадом. Его сменил алавит Али Махмуд Хасан.
Многие члены семейства Асадов служили в Республиканской гвардии, в частности Башар Асад командовал бронетанковой бригадой и имел звание полковника, а также Махер Асад и Басиль Асад

### Гражданская война
В период Гражданской войны в Сирии (2011 — н. в.) Республиканская гвардия, наряду с 4-й бронетанковой дивизией под командованием Махера Асада, является одним из самых надёжных и боеспособных формирований сирийского правительства.
Подразделения гвардии задействованы в боевых действиях против отрядов оппозиции в районе таких ключевых городов как Дамаск, Алеппо, Хомс, Эс-Саура и др.

## Структура и особенности
В начале 2011 года Республиканская гвардия включала в себя три механизированные бригады и два «полка безопасности». Общая структура аналогична механизированной дивизии, но как и 4-я бронетанковая дивизия, гвардия оснащена самой лучшей техникой.
В подавляющем большинстве гвардия состоит из представителей религиозного меньшинства мусульман-алавитов, включая ближайших родственников семьи Асадов.

### 2019 год
- 103-я бронетанковая бригада
- 104-я механизированная бригада
- 105-я бронетанковая бригада
- 124-я бригада
- 101-й полк специального назначения
- 153-й полк
- 112-й, 416-й, 800-й, 1419-й, 1421-й, 1423-й, 1425-й отдельные батальоны
- 1417-й, 1418-й отдельные батальоны специального назначения
- 100-й артиллерийский полк[10]
- 30-я дивизия Республиканской гвардии[11]
  - 18-я механизированная бригада[12]
  - 106-я механизированная бригада
  - 123-я бригада
  - 47-й пехотный полк
  - 102-й полк специального назначения
  - 147-й полк специального назначения[10]